# Музыка техано
Музыка техано — название различных форм народной и популярной музыки, возникших в среде мексикано-американского населения центрального и северного Техаса.

## История
Изначально техано возникло как смешение традиционных мексиканских (корридо, мариачи) с немецкими и чешскими музыкальными формами (вальс, полька), завезёнными переселенцами из Европы. Позднее к ним добавились элементы рок- и кантри-музыки, джаза и других более современных направлений. Техано тесно связано с такими стилями, как нортенья (англ.) и конхунто (англ.). Известные исполнители: Селена, Дженнифер Пенья и др.